# Tvåögonklokrypare
Tvåögonklokrypare (Cheliferidae) är en familj av spindeldjur. Enligt Catalogue of Life ingår tvåögonklokrypare i överfamiljen Cheliferoidea, ordningen klokrypare, klassen spindeldjur, fylumet leddjur och riket djur, men enligt Dyntaxa är tillhörigheten istället ordningen klokrypare, klassen spindeldjur, fylumet leddjur och riket djur. Enligt Catalogue of Life omfattar familjen Cheliferidae 279 arter. 

## Dottertaxa till tvåögonklokrypare, i alfabetisk ordning[1][2]
- Amaurochelifer
- Ancistrochelifer
- Aperittochelifer
- Aporochelifer
- Aspurochelifer
- Australochelifer
- Beierius
- Beierochelifer
- Canarichelifer
- Centrochelifer
- Chamberlinarius
- Cheirochelifer
- Chelifer
- Cubachelifer
- Dactylochelifer
- Dichela
- Ectoceras
- Electrochelifer
- Ellingsenius
- Eremochernes
- Florichelifer
- Gobichelifer
- Hansenius
- Haplochelifer
- Hygrochelifer
- Hysterochelifer
- Idiochelifer
- Kashimachelifer
- Levichelifer
- Lissochelifer
- Litochelifer
- Lophochernes
- Lophodactylus
- Macrochelifer
- Mesochelifer
- Metachelifer
- Mexichelifer
- Microchelifer
- Mucrochelifer
- Nannochelifer
- Nannocheliferoides
- Pachychelifer
- Paisochelifer
- Papuchelifer
- Parachelifer
- Philomaoria
- Phorochelifer
- Pilochelifer
- Protochelifer
- Pseudorhacochelifer
- Pugnochelifer
- Pycnochelifer
- Rhacochelifer
- Rhopalochelifer
- Sinochelifer
- Stenochelifer
- Strobilochelifer
- Stygiochelifer
- Telechelifer
- Tetrachelifer
- Trachychelifer
- Tyrannochelifer
- Xenochelifer